# آلساندرو فورتیس
آلساندرو فورتیس (انگلیسی: Alessandro Fortis؛ ۱۶ سپتامبر ۱۸۴۲ – ۴ دسامبر ۱۹۰۹) یک سیاست‌مدار اهل پادشاهی ایتالیا بود.